# Darden (Tennessee)
Darden es un lugar designado por el censo ubicado en el condado de Henderson en el estado estadounidense de Tennessee. En el Censo de 2010 tenía una población de 399 habitantes y una densidad poblacional de 18,36 personas por km².

## Geografía
Darden se encuentra ubicado en las coordenadas 35°38′18″N 88°13′34″O / 35.63833, -88.22611. Según la Oficina del Censo de los Estados Unidos, Darden tiene una superficie total de 21.73 km², de la cual 21.73 km² corresponden a tierra firme y (0%) 0 km² es agua.

## Demografía
Según el censo de 2010, había 399 personas residiendo en Darden. La densidad de población era de 18,36 hab./km². De los 399 habitantes, Darden estaba compuesto por el 96.49% blancos, el 1.5% eran afroamericanos, el 0% eran amerindios, el 0.25% eran asiáticos, el 0% eran isleños del Pacífico, el 0% eran de otras razas y el 1.75% pertenecían a dos o más razas. Del total de la población el 0.25% eran hispanos o latinos de cualquier raza.